# This Time (album de Beanie Sigel)
Pour les articles homonymes, voir This Time.
Albums de Beanie Sigel
The Broad Street Bully
(2009)
This Time est le sixième album studio de Beanie Sigel, sorti le 28 août 2012.
Il s'agit de son dernier opus avant son incarcération le 12 septembre 2012 à la suite d'une condamnation à deux ans de prison pour évasion fiscale et du premier publié chez Ruffhouse Records.
This Time s'est classé 33e au Top R&B/Hip-Hop Albums et 41e au Top Independent Albums.

## Liste des titres
| No  | Titre                                                       | Contient un (des) sample(s) de                       | Durée |
| --- | ----------------------------------------------------------- | ---------------------------------------------------- | ----- |
| 1.  | Intro (featuring Oliver Laing)                              |                                                      | 3:22  |
| 2.  | This Time (featuring Oliver Laing)                          |                                                      | 4:28  |
| 3.  | That's All I Know (featuring Akon)                          |                                                      | 3:48  |
| 4.  | Expensive Taste (featuring Corey Latif Williams)            |                                                      | 4:35  |
| 5.  | Kush Dreaming                                               |                                                      | 5:32  |
| 6.  | Bang Bang Youth (featuring Junior Reid)                     |                                                      | 4:36  |
| 7.  | Bad Boy Mack                                                |                                                      | 3:26  |
| 8.  | No Hook                                                     |                                                      | 4:08  |
| 9.  | The Reunion (featuring State Property)                      | You Can Make It if You Try de Sly & the Family Stone | 3:46  |
| 10. | Sigel is What They Call Me (featuring Sean Anthony Francis) |                                                      | 5:00  |
| 11. | Dangerous (featuring Young Chris et Game)                   |                                                      | 4:18  |